# Sejlgarnsbombe
En sejlgarnsbombe er en slags knaldfyrværkeri, som består af en lille papbeholder, der er fyldt to trediedele op med krudt og af flere omgange viklet ind i sejlgarn og dyppet i lak. Den har en meget tyk lunte, der er ca. 10 cm lang. Ved antændingen fremkommer et stort brag.
Tidligere lavede drenge sejlgarnsbomber til brug nytårsaften, men de er nu ulovlige i Danmark.